# Radek Mátl
Radek Mátl (* 9. října 1979 Praha) je český manažer, od října 2019 generální ředitel Ředitelství silnic a dálnic (v letech 2019–2023 pod názvem Ředitelství silnic a dálnic ČR). Tuto organizaci vedl již od července 2019, kdy byl dočasně pověřen jejím řízením.

## Život
Vystudoval obor dopravní inženýrství a spoje na Fakultě stavební Českého vysokého učení technického v Praze (získal titul Ing.).
V roce 2004 nastoupil jako zaměstnanec do státní organizace Ředitelství silnic a dálnic ČR. Nejprve byl investičním referentem oddělení výstavby a územních plánů (2004 až 2012), následně vedl oddělení technické podpory (2012 až 2013) a odboru realizace staveb (později přejmenován na odbor investiční přípravy staveb, 2013 až 2015). V lednu 2015 se stal ředitelem úseku výstavby ŘSD ČR.
Když na konci července 2019 skončil ve funkci generálního ředitele Ředitelství silnic a dálnic ČR Pavol Kováčik, byl Mátl pověřen ministrem dopravy ČR Vladimírem Kremlíkem, aby ode dne 28. července 2019 řídil ŘSD ČR. Hned po jeho pověření mu zavolal premiér ČR Andrej Babiš a požádal jej o časový posun plánované uzavírky dálnice D1 kvůli rekonstrukci, aby předešel komplikacím v dopravě. Mátl mu vyhověl. Firma Eurovia, která rekonstrukci prováděla, však požadovala odškodné.
Dne 1. října 2019 byl ministrem Kremlíkem jmenován generálním ředitelem ŘSD ČR. Při transformaci příspěvkové organizace Ředitelství silnic a dálnic ČR na státní podnik Ředitelství silnic a dálnic, ke které došlo 1. ledna 2024, přešel Radek Mátl podle příslušného zákona do pozice generálního ředitele státního podniku.